# Pasikovci
Pasikovci falu Horvátországban Pozsega-Szlavónia megyében. Közigazgatásilag Bresztováchoz tartozik.

## Fekvése
Pozsegától légvonalban 14, közúton 16 km-re, községközpontjától légvonalban 9, közúton 10 km-re északnyugatra, Szlavónia középső részén, a Pakrácról Pozsegára menő főút mentén, Kujnik és Deževci között, az Orljava jobb partján fekszik.

## Története
Területén már ősidők óta laknak emberek, ennek bizonyítékai az itt talált, történelem előtti településre utaló leletek. A török uralom idején Boszniából érkezett pravoszláv vlachok telepedtek meg itt. 1698-ban „Pazkovczi” néven 4 portával szerepel a török uralom alól felszabadított szlavóniai települések összeírásában. Az első katonai felmérés térképén „Dorf Paskovacz” néven látható. Lipszky János 1808-ban Budán kiadott repertóriumában „Paszkovczy” néven szerepel. Nagy Lajos 1829-ben kiadott művében „Paszkovczi” néven 16 házzal és 116 ortodox vallású lakossal találjuk. 1857-ben 155, 1910-ben 199 lakosa volt. 1910-ben a népszámlálás adatai szerint teljes lakossága szerb anyanyelvű volt. Pozsega vármegye Pozsegai járásának része volt. Az első világháború után 1918-ban az új szerb-horvát-szlovén állam, majd később (1929-ben) Jugoszlávia része lett. 1991-ben teljes lakosságának 79%-a szerb, 7%-a jugoszláv nemzetiségű volt. 2011-ben 22 lakosa volt.

## Lakossága
| Lakosság változása | Lakosság változása | Lakosság változása | Lakosság változása | Lakosság változása | Lakosság változása | Lakosság változása | Lakosság változása | Lakosság változása | Lakosság változása | Lakosság változása | Lakosság változása | Lakosság változása | Lakosság változása | Lakosság változása | Lakosság változása |
| ------------------ | ------------------ | ------------------ | ------------------ | ------------------ | ------------------ | ------------------ | ------------------ | ------------------ | ------------------ | ------------------ | ------------------ | ------------------ | ------------------ | ------------------ | ------------------ |
| 1857               | 1869               | 1880               | 1890               | 1900               | 1910               | 1921               | 1931               | 1948               | 1953               | 1961               | 1971               | 1981               | 1991               | 2001               | 2011               |
| 110                | 112                | 118                | 134                | 135                | 169                | 172                | 205                | 124                | 142                | 129                | 104                | 81                 | 87                 | 18                 | 22                 |